# Evelyn Beatrice Hall
Evelyn Beatrice Hall, (ngày 28 tháng 9 năm 1868 – ngày 13 tháng 4 năm 1956) , bút danh S. G. Tallentyre, là một nhà văn người Anh được biết đến với tác phẩm tiểu sử của Voltaire có tựa đề  ''The Life of Voltaire'', xuất bản lần đầu năm 1903. Bà cũng là tác giả của The Friends of Voltaire (Những người bạn của Voltaire), được hoàn thành vào năm 1906.
Trong ''The Friends of Voltaire'', Hall đã viết câu: "I disapprove of what you say, but I will defend to the death your right to say it,"  (Tôi có thể không đồng ý những điều anh nói, nhưng tôi có thể chết để bảo vệ quyền anh được nói những điều đó), vốn thường được trích dẫn nhầm lẫn là của Voltaire, để khắc họa niềm tin của Voltaire. Câu nói của Hall thường được trích dẫn để diễn tả nguyên tắc của tự do ngôn luận.

## Danh mục tác phẩm
- The Money-Spinner and Other Character Notes (1896).
- The Women of the Salons, and Other French Portraits (1901).
- The Friends of Voltaire (1906). ISBN 1-4102-1020-0
- The Life of Voltaire (1907). ISBN 1-4102-1346-3
- The Life of Mirabeau (1912). ISBN 1-4102-1024-3
- Voltaire In His Letters (translator) (1919). ISBN 1-4102-1195-9